# يونانيو القوقاز

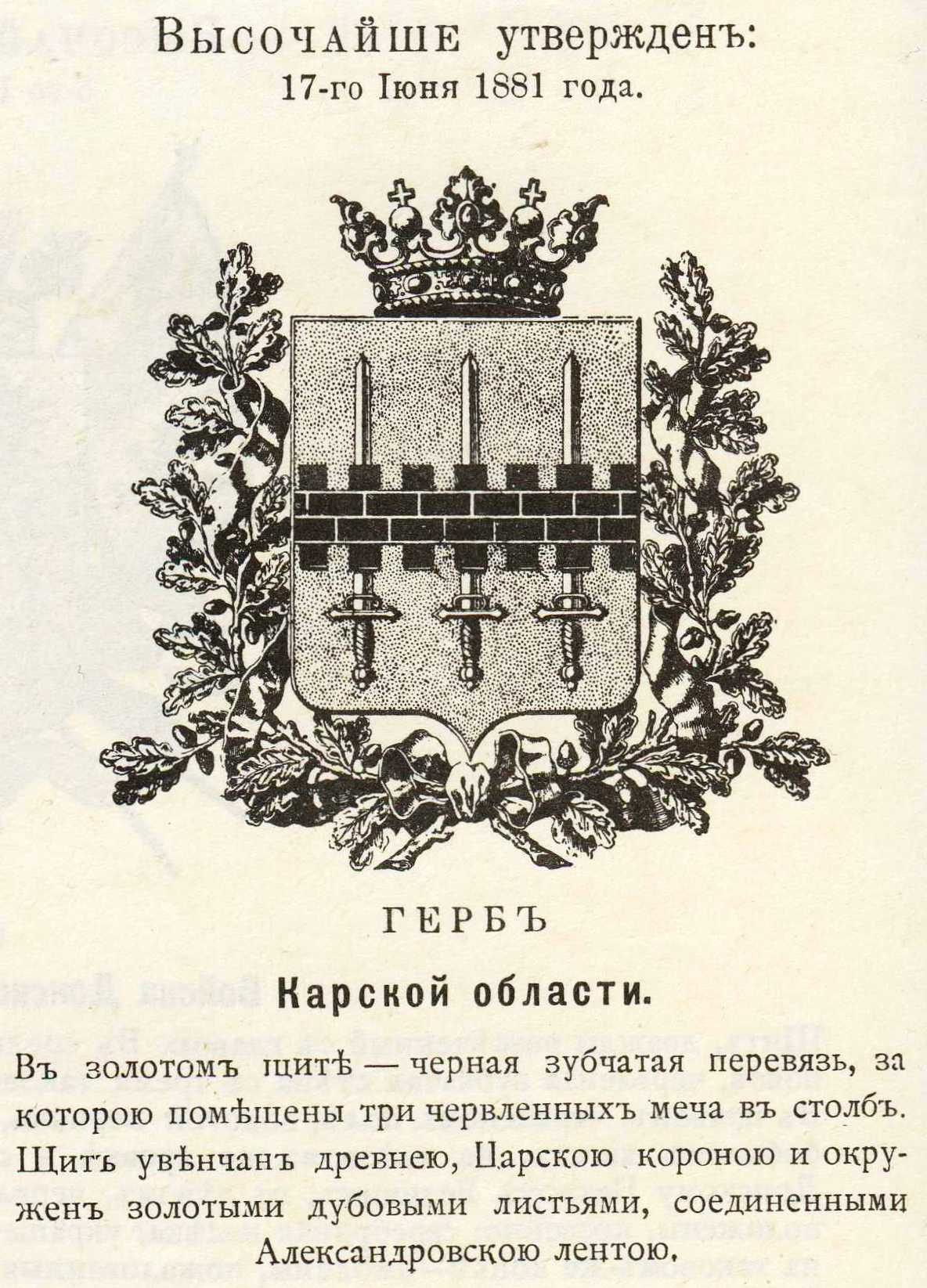

أستقرت المجتمعات اليونانية في أجزاء من شمال جبال القوقاز، وجنوب القوقاز ومنطقة الأناضول الشرقية منذ عصور ما قبل المسيحية وإلى العهد البيزنطي، وخصوصًا من خلال حركة هجرة التجار، والعلماء المسيحيين، ورجال الدين الأرثوذكس، واللاجئين، أو المرتزقة الذين كانوا يدعمون الجانب الخطأ خلال الحروب الأهلية وفترات في الصراع السياسي الداخلي في الفترات الرومانية / البيزنطية الكلاسيكية / الهلنستية والمتأخر. ومع ذلك، تم إستيعاب هؤلاء المستوطنين الإغريق في منطقة القوقاز عمومًا مع ثقافة السكان الأصليين، وعلى وجه الخصوص في جورجيا، يعود ذلك بسبب الإيمان والتراث المسيحي الأرثوذكسي المشترك بين الإغريق البيزنطيين والجورجيين.
في العصر الحديث يشمل مصطلح إغريق القوقاز (باليونانيّة: λληνες του Καυκάσου) وبدرجة أقل الإغريق من القوقاز الروسية و آسيا الصغرى يتم تطبيقها على جميع اليونانيين البنطيين ويونانيين وشرق الأناضول القاطنون في الشمال الروسي المعاصر والقوقاز وجورجيا، والمحافظات الروسية القوقاز السابقة باتومي أوبلاست "وكارس أوبلاست"، والتي تقع حاليًل في شمال شرق تركيا وادجارا. الغالبية العظمى من هذه المجتمعات اليونانية يعود تواجدها في القوقاز إلى أواخر العهد العثماني.